# Oskorri
Oskorri fue un grupo de música, formado en Bilbao (País Vasco, España) a principios de los años 70. Su primer álbum, publicado en 1976, rinde homenaje a los poemas de Gabriel Aresti. El nombre del grupo, en euskera, significa 'arrebol', 'arrebolada'. Empezaron fusionando el jazz con instrumentos tradicionales vascos, hasta que llegaron a encontrar un estilo propio.

## Biografía
Oskorri nació en la época de la transición española, en una escena musical vasca dominada por el grupo Ez Dok Amairu. Tanto por la lengua en que cantaban como por las letras de sus primeras canciones (en su mayoría poemas de Gabriel Aresti), comenzaron con un importante contenido reivindicativo que se atempera con los años. 
Dieron su primer concierto en el Paraninfo de la Universidad de Deusto en marzo de 1971, con una formación en la que destacaba ya Natxo de Felipe, alma mater del grupo y único fundador que continuó en él durante toda su trayectoria.
Publicaron su primer LP en 1975 con Sony, en un disco llamado "Gabriel Arestiren Oroimenez" ("En recuerdo de Gabriel Aresti"), donde presentaron varias de sus canciones con letras del poeta bilbaíno. Su siguiente disco, Mosen Bernat Etxepare, musica poemas del autor del primer libro impreso en euskera.
A lo largo de su carrera, publicaron varios discos recopilatorios, como Alemanian euskaraz ("En Alemania en euskera"), Hamabost urte... eta gero hau (Quince años... para esto) o 25 kantu-urte (25 años de canciones), en el cual colaboraron artistas de la escena folk de Europa.
También han realizado discos temáticos, como Hi ere dantzari, dedicado a las músicas de danza tradicional, Katuen testamentue, de música infantil, o la serie de The Pub ibiltaria, discos grabados en directo con participación del público.
Varias de sus canciones se han convertido en tradicionales en el País Vasco, como Euskal Herrian Euskaraz (En Euskal Herria en euskera), Aita-semeak (El padre y el hijo) o Gora ta gora beti (Arriba y arriba siempre, su versión de la checa Škoda lásky). También cantaron el poema que Gabriel Aresti le dedicó a Adela Ibabe, una profesora de ikastola, impulsora de la enseñanza en euskera, que falleció debido a un aborto clandestino.
En diciembre de 2006, con motivo de su XXXV aniversario, Oskorri arregló canciones de anteriores discos del grupo y grabó un disco con la Banda de Bilbao en el teatro Arriaga, como el comienzo de una gira para celebrar su aniversario. Estos conciertos de conmemoración se prolongaron durante el año 2008: tocaron con bandas de música del País Vasco y de España.
Ha tocado con las bandas de Andrés Isasi, Legazpia, Azpeitia, Zizur Mayor, Pasajes, Estella, Tafalla, Tolosa, Berriozar, Guernica y Luno, Zarauz, Salvatierra, Araya, Éibar, Durango, Madrid, Lumbier, La SEM Santa Cecília de l’Olleria y otras muchas más.
En febrero de 2013 Oskorri inauguró un nuevo proyecto, en el que revisitaron sus primeros discos, concretamente los temas escritos por Gabriel Aresti y musicados por los componentes del grupo, con una formación acústica sencilla, pero con una cuidada escenografía. Ese espectáculo se prolongó a lo largo de todo el año 2013.
El 22 de noviembre de 2015 dieron su último concierto en el Teatro Arriaga de Bilbao.

## Miembros

### Miembros del grupo durante los últimos años
- Natxo de Felipe: voz, acordeón, ocarina, kalimba y percusión
- Anton Latxa: voz, guitarra acústica, trompeta,
- Bixente Martínez: guitarra eléctrica, mandolina, bouzouki
- Josu Salbide: xirula, ttun-ttun, alboka, gaita navarra, gaitas, flageolets, uillean pipes, zapateado típico canadiense
- Xabier Zeberio: violín, nyckelharpa, voz
- Gorka Escauriaza: bajo
- topo
- Iñigo Egia: tabla, cajón, darbuka, platos, bendhir, tar (frame drum), udu, hang, shakers, dun-dun, djembe, calabaza, tobera, crótalos

### Antiguos miembros
- Fran Lasuen: violín, voz
- Kepa Junkera: trikitixa
- Txarli de Pablo: bajo, contrabajo
- Jose Urrejola: saxo, flauta travesera, flautas de bambú
- Joserra Fernández: alboka, xirula, armónica
- Iker Goenaga: trikitixa
- Aitor Gorostiza: xirula, txistu, xirularrua (cornamusa de Las Landas)
- Juantxe Aguiar: violín, voces, timple, atabal

## Discografía
- Gabriel Arestiren Oroimenez (1975)
- Mosen Bernat Etxepare (1977)
- Oskorri (1979)
- Plazarik plaza (1980)
- ...eta Oskorri sortu zen (1981, publicado bajo la autoría de Natxo de Felipe)
- Adio Kattalina (1982)
- Alemanian euskaraz (1984)
- Hau hermosurie (1984)
- In fraganti (1986)
- Hamabost urte... eta gero hau (1987)
- Datorrena datorrela (1989)
- Hi ere dantzari (1991)
- Badok hamairu (1992)
- Landalan (1992)
- 25 kantu-urte (1996)
- Ura (2000)
- Vizcayatik... Bizkaiara (2001)
- Desertore (2003)
- Banda Band (2007)
- Dantza kontra dantza (2011)
- Antzinako bitxikeria ineditoak (1971-2002) (2016)
- Hauxe da despedidia (Zuzenean) (2016)

### Discos de música infantil
- Katuen testamentue
- Marijane kanta zan
- Doktor Do Re Mi

### Discos de canciones tradicionales con la participación del público
- The Pub Ibiltaria (13 discos)
- Iparragirre

### Varios artistas
- 13. Festival des politischen Liedes (1983)